# Safou
Le safou (aussi appelé prune au Cameroun, ou encore atanga au Gabon) est le fruit du safoutier (prunier ou atangatier selon les désignations alternatives du fruit). C'est un fruit oléagineux, saisonnier (de juin à octobre), hautement périssable et originaire d'Afrique centrale, plus précisément du bassin du Congo.
Le safou est apprécié en Afrique subsaharienne où il est préparé comme un légume : bouilli ou grillé. C'est l'endocarpe, séparé de la graine, qui est consommé. Ce fruit peut contribuer à la sécurité alimentaire et nutritionnelle des pays où il est présent, en particulier au Cameroun qui est l'un des pays où on en consomme le plus. Au Cameroun, notamment à Yapaki dans l'arrondissement de Dibombari, depuis 2021 il existe un festival consacré à ce fruit qui s'y mange principalement avec du manioc. Il s'agit du Ngand'a Sao entendu parler ici le festival des safou . C'est une initiative d'un groupe de jeunes gens qui en ont fait une plateforme de cohésion sociale et de vivre ensemble . 

## Description

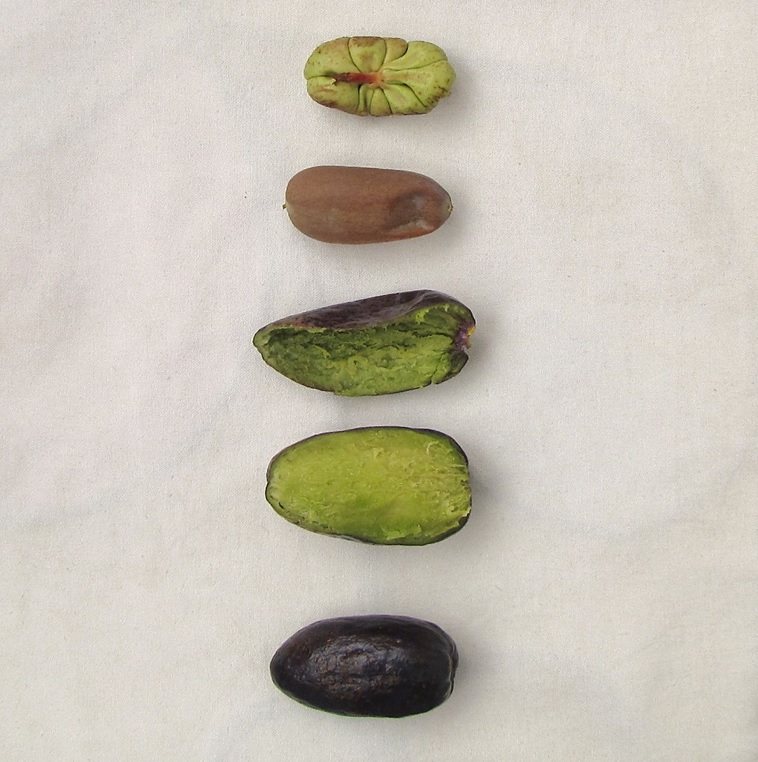
Fruit, pulpe et noyau du safou.

Le safou, fruit d'Afrique tropicale et équatoriale, tient son nom du kikongo n'safu (l’arbre est appelé m’safu ou musafu).
Le safou existe sous forme de plusieurs variétés qui font partie de la famille : Burseraceae, du genre : Dacryodes et de l'espèce : edulis. Le safou présente ainsi une étendue de couleurs, du rose clair au bleu marine en passant par le bleu ciel et le violet. 
Le safou renferme un noyau et sa chair (aussi appelée pulpe) est grasse confirmant sa teneur élevée (22 %) en lipides.

## Consommation
Le safou est un fruit riche en nutriments et bénéfiques pour la santé : acides gras insaturés, sels minéraux (potassium, cuivre et magnésium) et vitamine C, mais ces derniers sont contenus en taux très variables selon les cas (faisant que la consommation d'un seul type de safou « ne garantit pas un apport adéquat de tous les composants bénéfiques »).
Des travaux sont en cours sur la sélection génétique, sur l'exploitation nutritionnelle et thérapeutique et sur la commercialisation de ce fruit. Certains fruits peuvent aussi contenir une petite quantité de caféine et de squalène.
Des études concernant la fraction lipidique de la pulpe de safou ont montré qu'elle contient des substances intéressantes sur le plan nutritionnel :
- des acides gras essentiels (dont les oméga-3 (ω3) et les oméga-6 (ω6)) et d'autres acides gras (oméga-9 (ω9)) qui sont importants dans la lutte contre la malnutrition[7] ;
- ainsi que des phytostérols (γ-sitostérol et moindrement β-sitostérol, ergostérol et campestérol) favorisant la baisse du taux de cholestérol[7].

### Composition nutritionnelle

#### Apport énergétique et composition générale
L'apport énergétique pour 100 g de safou est en moyenne de 234 kcal (soit 978 kJ). De ce fait, l'apport énergétique est relativement élevé pour un fruit.
La composition nutritionnelle générale moyenne pour 100 g de pulpe crue de safou est détaillée dans le tableau ci-dessous :
| Composant                       | Masse  |
| ------------------------------- | ------ |
| Eau                             | 59,0 g |
| Protides                        | 4,0 g  |
| Lipides                         | 22,1 g |
| dont acides gras poly-insaturés | 4,8 g  |
| dont acides gras mono-insaturés | 7,2 g  |
| dont acides gras saturés        | 10,2 g |
| Glucides                        | 5,0 g  |
| dont sucres                     | 3,7 g  |
| Fibres                          | 8,7 g  |

La faible teneur du safou en sucres et sa haute teneur en lipides (22 %) le rapprochent de l’avocat sur le plan nutritionnel. 
La pulpe (crue ou cuite) de safou est plutôt riche en fibres et contient une quantité d'acides gras (insaturés pour un peu plus de la moitié) relativement importante par rapport aux autres fruits d'où son apport énérgétique assez élevé. Plus précisément, ce sont les acides palmitique (41,7 %), oléique (32,4 %), linoléique (21,5 %) et stéarique (4,4 %) qui sont présents.

#### Minéraux, oligo-éléments et vitamines
La composition nutritionnelle moyenne en sels minéraux, en oligo-éléments et en vitamines pour 100 g de pulpe crue de safou est détaillée dans les tableaux ci-dessous :
| Sels Minéraux | Masse  |
| ------------- | ------ |
| Potassium     | 443 mg |
| Magnésium     | 140 mg |
| Phosphore     | 68 mg  |
| Calcium       | 64 mg  |
| Sodium        | 6 mg   |

| Oligo-éléments | Masse  |
| -------------- | ------ |
| Cuivre         | 930 µg |
| Fer            | 800 µg |

| Vitamines             | Masse   |
| --------------------- | ------- |
| Vitamine C            | 19,6 mg |
| Vitamine E            | 1,3 mg  |
| Provitamine A         | 0,07 mg |
| équivalent vitamine A | 120 UI  |

La pulpe de safou est très riche en cuivre et riche en magnésium (100 g de ce fruit apportent respectivement 93 % et 37 % des AJR). La pulpe de safou est également source de potassium et de vitamine C (100 g de ce fruit apportent respectivement 22 % et 25 % des AJR).
Les autres sels minéraux, oligo-éléments et vitamines présents ne le sont pas en quantité suffisante pour représenter un apport nutritionnellement intéressant (2 % et 11 % respectivement des AJR pour les vitamines A et E, par exemple).

### Modes de consommation

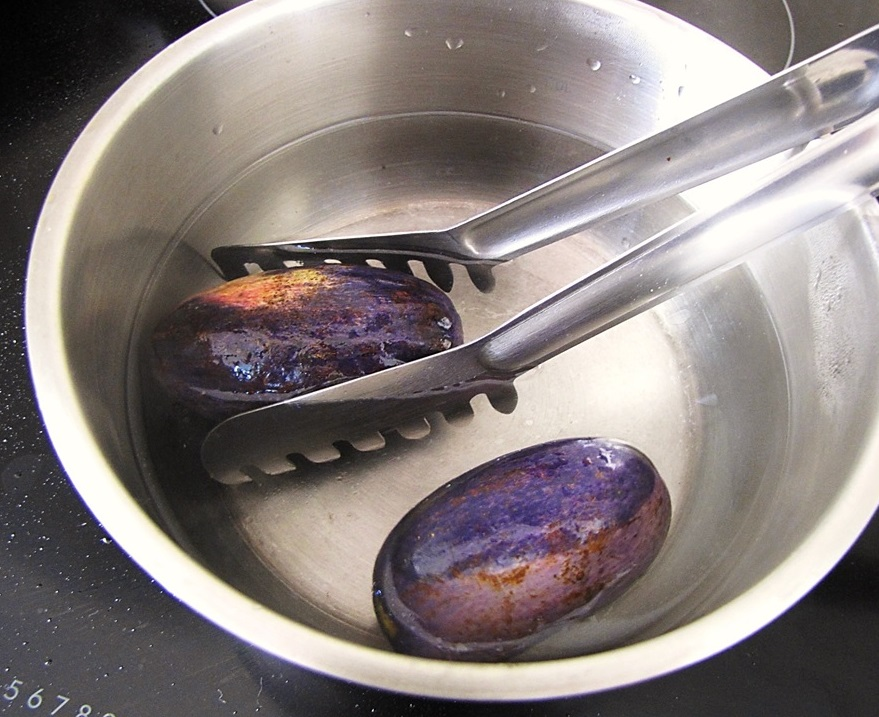
Immersion dans l'eau bouillante.

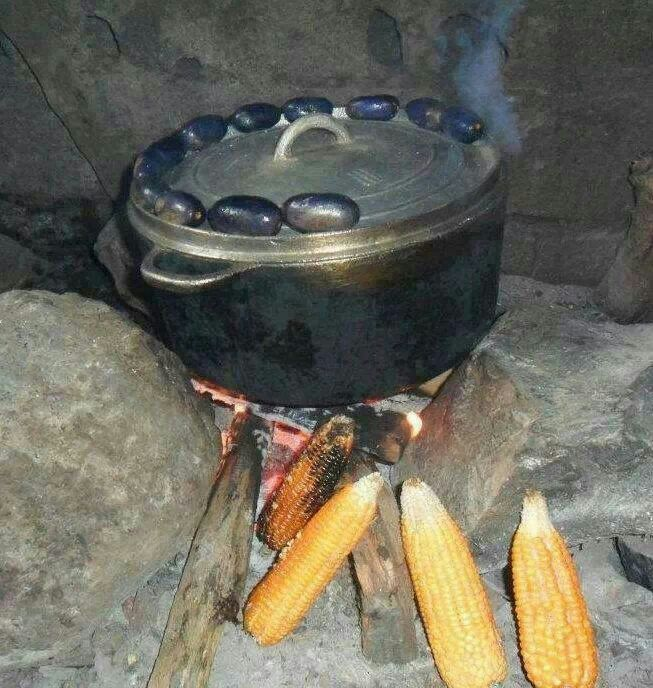
Cuisson sur le couvercle d'une marmite.

La peau du safou et le tégument (aussi appelé la pulpe) qui recouvre son noyau sont comestibles.
Dans les régions et pays d’où il est originaire (Congo-Brazzaville, Congo-Kinshasa, Cameroun, Gabon, Guinée équatoriale...), le safou se consomme plutôt cuit, mais aussi séché. 
Il y a principalement trois manières de le cuire : 
- par immersion dans l'eau bouillante ;
- sur la braise[8] ;
- sur une plaque chauffante ou dans un four, éventuellement saupoudré de sel.

On peut également le consommer cru, auquel cas il est plus apprécié mi-sec ou mou sur au moins une partie de sa surface. Mais il ne mûrit pas de façon aussi uniforme que l’avocat. Certains préfèrent le consommer avant qu’il ne mûrisse complètement, car ils apprécient le goût acidulé des parties encore croquantes. 
Il a aussi des propriétés somnifères (ce qui fait souvent dire dans l'imaginaire kôongo, qu'il inhibe la libido masculine).